# Пютър
Пютър е метална сплав, направена предимно от калай (85-99%), с малко количество примеси от олово (днес все по-рядко), мед, бисмут, антимон или сребро.

## Етимология
Думата пютър (от англ. pewter) най-вероятно е вариант на думата „spelter“, която означава горещо поцинковане – термин ползван за цинковите сплави.

## Описание
Пютърът, има светло сив цвят, който потъмнява заради процеса на окисляване. Сплавта с олово в крайна сметка придобива черен цвят, заради което е известна с прякора „черният метал“.
Формираната патина, вследствие на окислението, осигурява защитен слой и увеличава стойността на метала.
Има ниска точка на топене – около 170 – 230 °С (в зависимост от конкретната смес от метали).

## Приложение
Пютърът за първи път е използван в началото на бронзовата епоха в Близкия Изток. Най-старата сплав с олово е открита в египетска гробница от 1450 г. пр.н.е. След египтяните го ползват римляните, а в Европа намира широка употреба през Средновековието. Ползва се за посуда – чаши, халба, чайници, сметанени канички, чинии, както и за газени лампи, свещници, предмети с декоративно и специално предназначение. Често се използва за основен материал на прибори със сребърно покритие.
Днес, пютъра се използва при декоративни предмети – предимно статуетки и фигурки, реплики на монети, бижута и др. Някои спортни състезания, като например първенствата по фигурно пързаляне в САЩ, използват пютъра за медалите на класираните на четвърто място.
- Чиния от пютър
- Ваза от пютър
- Детайл от норвежка вилица

|  | Тази страница частично или изцяло представлява превод на страницата Pewter в Уикипедия на английски. Оригиналният текст, както и този превод, са защитени от Лиценза „Криейтив Комънс – Признание – Споделяне на споделеното“, а за съдържание, създадено преди юни 2009 година – от Лиценза за свободна документация на ГНУ. Прегледайте историята на редакциите на оригиналната страница, както и на преводната страница, за да видите списъка на съавторите. ВАЖНО: Този шаблон се отнася единствено до авторските права върху съдържанието на статията. Добавянето му не отменя изискването да се посочват конкретни източници на твърденията, които да бъдат благонадеждни. |